# Linhares EC
Linhares Esporte Clube – brazylijski klub piłkarski z siedzibą w mieście Linhares leżącym w stanie Espírito Santo, założony 15 marca 1991 roku, jednak z powodu kłopotów finansowych zakończył swą działalność w 2003 roku.

## Osiągnięcia
- Mistrz stanu Espírito Santo (Campeonato Capixaba) (4): 1993, 1995, 1997, 1998
- Półfinał Copa do Brasil: 1994